# Алекса Пеїч
Алекса Пеїч (серб. Алекса Пејић, нар. 9 липня 1999, Белград, Сербія) — сербський футболіст, опорний півзахисник клубу «Бачка Топола» та національної збірної Сербії.

## Ігрова кар'єра

### Клубна
Алекса Пеїч є вихованцем столичного клубу «Бродарац». З командою (U-19) Пеїч виграв першість країни у сезоні 2016/17. Далі грав у Юнацькій лізі.

#### «Пролетер»
Влітку 2019 року Пеїч перейшов до клубу Суперліги «Пролетер». І 21 липня 2019 року дебютував у вищому дивізіоні чемпіонату Сербії. З перших матчів футболіст забронював за собою місце в основі.

#### «Шахтар» (Солігорськ)
У червні 2021 року Пеїч перейшов до білоруського клубу «Шахтар» з Солігорська. За результатами сезону 2021 року футболіст разом із клубом став чемпіоном країни. Новий сезон 2022 року розпочався з поразки у Суперкубку Білорусі. У травні 2022 року Пеїч покинув клуб через непорозуміння з керівництвом у фінансових питаннях.

#### «Рапід» (Відень)
Влітку 2022 року футболіст приєднався до віденського «Рапіда», з яким грав у фіналі Кубка Австрії та грав у кваліфікації Ліги конференцій.

#### ТСЦ
У лютому 2024 року стало відомо, що Пеїч переходить до сербського клубу «Бачка Топола» і 11 лютого Алекса зіграв першу гру у новій команді.

### Збірна
У січні 2021 року в серії товариських матчів Алекса Пеїч дебютував у складі національної збірної Сербії.

## Титули
Шахтар (Солігорськ)
 Чемпіон Білорусі: 2021